# Boulevard des Martyrs-Nantais-de-la-Résistance
Le boulevard des Martyrs-Nantais-de-la-Résistance est une rue de Nantes, en France.

## Situation et accès
Située sur l'île de Nantes, cette artère rectiligne qui traverse l'île sur un axe orienté nord-sud, part du pont Général-Audibert et aboutit à la place Victor-Mangin, laquelle assure jonction avec le pont de Pirmil.

## Origine du nom
Le boulevard rend honneur des résistants nantais morts lors de la Seconde Guerre mondiale.

## Historique
Les travaux d'aménagement de la nouvelle voie commencent quelques mois seulement après la fin de la Seconde Guerre mondiale et sont destinés à proposer une alternative, mieux adaptée à la circulation automobile, à la très ancienne « première ligne de ponts » qui était alors constituée par la rue Grande-Biesse, la rue Petite-Biesse et la rue de Vertais, situées à l'ouest de l'artère et qui seront rétrogradées en voies de desserte (le tracé de la rue de Vertais, devenue depuis une impasse, sera en grande partie englobé par le square homonyme).
Le nouveau boulevard est inauguré le 27 septembre 1947.
Dès 1951, l'extrémité sud de l'artère est encadrée par deux immeubles concaves de 11 étages et hauts de 36 mètres chacun, donnant sur la place Victor-Mangin, et qui sont dus à l'architecte Maurice Ferré.
Depuis 1960, la ligne ferroviaire Nantes - Saint-Gilles-Croix-de-Vie traverse la partie sud du boulevard par l'intermédiaire d'un pont situé au niveau du square Vertais et qui franchit également le boulevard Victor-Hugo tout proche. Cet aménagement, qui nécessita deux ans de travaux, fut nécessaire afin de supprimer le passage à niveau situé alors au niveau des boulevards Vincent-Gâche et Babin-Chevaye que l'ancien tracé de la voie empruntait, et qui constituait un sérieux inconvénient pour la circulation automobile entre les deux rives de la Loire.
Depuis 1992, le boulevard est emprunté par la ligne 2 du tramway, puis en 2000, par la ligne 3, comportant ainsi trois stations qui sont, du nord au sud : Vincent Gâche, Wattignies et Mangin.
En janvier 2016, l’une des dernières industries de l’île de Nantes située au numéro 15, les établissements Guillouard, fondée en 1911 et installée sur ce site depuis 1924, entreprise spécialisée dans la fabrication de produits métalliques galvanisés à chaud, étamés ou peints destinés à la cuisine, au ménage, à la maison, au jardin ou à l'élevage (passe-légumes, stérilisateurs à bocaux, lampes-tempête, arrosoirs, vases à fleurs… ), annonçait la cessation de ses activités dans les prochains mois.